# Меморіальні та анотаційні дошки Жмеринки

## Анотаційні дошки і пам'ятні знаки
| Зображення | На честь кого, чого чи якої події | Адреса                          | Дата встановлення |
|            | Здесь в марте 1917 г. был создан Жмеринский Совет рабочих и солдатских депутатов.                                                          | вул. Михайла Грушевського, 41   |                   |
|            | Івана Асмолова, начальника вагонного депо ст. Жмеринка.                                                                                    | вул. Асмолова, 41               |                   |
|            | Михайла Барляєва, капітана Радянської армії, який загинув смертю героя при визволенні міста Жмеринки від німецько-фашистських загарбників. | вул. Барляєва, 9                |                   |
|            | Миколи Гавришко, героя Радянського Союзу, визволителя м. Жмеринки, почесного громадянина міста.                                            | вул. Гавришка, 2                |                   |
|            | Збудовано в честь 50-річчя Великої Жовтневої соціалістичної революції                                                                      | вул. Архітектора Журавського, 1 |                   |
|            | |                                 |                   |

## Меморіальні дошки

### На честь людей
| Зображення | Кому присвячено, короткі відомості | Адреса                  | Дата встановлення |
|            | Воїнам 11-го та 12-го стрілецьких полків російської імператорської армії, що базувались тут з 1892 до 1914 р.; учасникам Першої світової війни. У березні 1918 р. українізовані, увійшли у склад 2-го Подільського корпусу армії Української Народної Республіки та Української держави. | вул. Миколи Борецького  |                   |
|            | Героям визвольної війни 1918-1921 р.р., воїнам армії Української Народної Республіки та ххУкраїнська Галицька армія\|Української Галицької Армії]]. | вул. Миколи Борецького  |                   |
|            | Борису Бірову, учаснику громадянської війни, секретар І міськкому комсомолу, який загинув 3 серпня 1920 року у боротьбі з соратниками Махно. | вул. Коцюбинського, 39  |                   |
|            | Віталію Вінніченку, майору Державної прикордонної служби, який навчався у цій школі, який загинув 14 червня 2014 року, захищаючи рідну землю під час бойових дій в м. Маріуполь, нагороджений посмертно орденом «За мужність» ІІІ-го ст.                                                 | вул. Київська, 3        |                   |
|            | Сергію Замогильний, мічману атомного підводного човну «Комсомолець», який навчався у цій школі. | пров. Лютневий, 3       |                   |
|            | Михайлу Зарінському, засновник і головний лікар Жмеринської земської загально-губернської лікарні. | вул. Київська, 288      |                   |
|            | Володимиру Напрасному, який навчався у цьому училищі з 1963 по 1965 р.р., який героїчно загинув при виконанні «інтернаціонального обов'язку» в Республіці Афганістан. | вул. Київська, 13       |                   |
|            | Федору Подвласову та Вадиму Сізонову , які навчалися у цій школі, які героїчно загинули при виконанні «інтернаціонального обов'язку» в Республіці Афганістан. | вул. Київська, 3        |                   |
|            | Леоніду Полянському, активісту Євромайдану, Герою Небесної Сотні, який навчався у цьому училищі з 1991 по 1994 р.р. | вул. Київська, 13       |                   |
|            | Леоніду Полянському, активісту Євромайдану, Герою Небесної Сотні, який навчався у цій школі. | вул. Магістральна, 21/1 |                   |
|            | Юрію Смоличу, видатний український письменник, громадський діяч, який навчався у цій гімназії. | вул. Коцюбинського, 39  |                   |
|            | Данилу Тиквачу, Герою Радянського союзу, який працював у цій будівлі (дистанція колії). | вул. Образцова, 1а      |                   |
|            | Василю Хмелюку, видатний український художник, який навчався у цій гімназії. | вул. Коцюбинського, 39  |                   |
|            | |                         |                   |

### На честь подій
| Зображення | Текст | Адреса                        | Дата встановлення |
|            | Здесь в январе 1918 года на митинге рабочих вагонных мастерских было решено создать Жмеринский отряд Красной Гвардии. А в июне 1919 года на многолюдном собрании рабочих по предложению народного комиссара военных дел Украины Н.И. Подвойского было единогласно решено создать «Жмеринскую рабочую красную дружину», в которую вступило 1 450 рабочих железнодорожного узла | вул. Шекінська, 1             |                   |
|            | Здесь в 1923 году рабочие вагонных мастерских в честь шестой годовщины Великой Октябрьской социалистической революции отремонтировали клидбищенских 36 вагонов и преподнесли в дар В.И. Ленину | вул. Шекінська, 1             |                   |
|            | Здесь в марте 1922 года перед рабочими выступили с докладами руководители партии и государства М.И. Калинин и Г.И. Петровский, которые посетили Жмеринку по заданию В.И. Ленина, 16-м рейсом агитпоезда «Октябрьская революция» с целью мобилизации трудящихся на оказание помощи голодающим районам страны                                                                   | вул. Шекінська, 1             |                   |
|            | Больница эта построена графомъ Д.О. Гейденомъ на средства и въ память графини В.А. де Шуазель-Гуфье въ 1910 г. | вул. Київська, 288            |                   |
|            | Тут у подвір'ї в будинку № 15 у 1905—1906 роках знаходилося нелегальне адресне бюро РСДРП | вул. Михайла Грушевського, 15 |                   |
|            | В годы Великой Отечественной Войны (1941—1945 г.г.) в период временной окупации немецко-фашисткими захватчикамина территории района действовала Жмеринская подпольная партийная организация «Советский патриот» | вул. Богдана Хмельницького, 4 |                   |
|            | |                               |                   |